# Jordan Ferri
Pour les articles homonymes, voir Ferri.
Jordan Ferri, né le 12 mars 1992 à Cavaillon, est un footballeur français qui joue actuellement au poste de milieu de terrain relayeur à l'UC Sampdoria.
Formé à l'Olympique lyonnais au tournant des années 2010, il dispute plus de deux-cents matchs avec son club formateur, avant de se relancer en prêt au Nîmes Olympique. Après une saison réussie sous les couleurs nîmoises, il s'installe définitivement dans le sud de la France, en signant au Montpellier HSC où il passe six saison avant de rejoindre l'Italie et l'UC Sampdoria.

## Biographie

### Carrière en club

#### Les débuts
Jordan Ferri est l’aîné d'une famille de deux enfants. Il commence le football en 1998 à l'AS Saint-Rémy, club  de Saint-Rémy-de-Provence. Il y reste neuf ans avant d'intégrer le centre de formation de l'Olympique lyonnais en 2007.

#### Olympique lyonnais (2012-2018)
Jordan Ferri signe son premier contrat professionnel le 6 juin 2012.
Il dispute son premier match professionnel le 8 novembre 2012 face à l'Athletic Bilbao en ligue Europa en remplaçant Alexandre Lacazette à la 81e minute de jeu (victoire 2-3). Dans cette même compétition, il est titularisé pour la première fois face au Sparta Prague le 22 novembre 2012 (match nul 1-1). Il a aussi marqué un pénalty face à Sochaux en coupe de France.
Son premier match en Ligue 1 a lieu le 12 décembre 2012 face à l'AS Nancy-Lorraine lors de la 17e journée de championnat, il y remplace Anthony Réveillère à la 30e minute de jeu (match nul 1-1). Il inscrit le premier but de sa carrière professionnelle le 31 août 2013, lors de la 4e journée de championnat, face à Évian Thonon-Gaillard sur une frappe de 30 mètres qui termine dans la lucarne de Bertrand Laquait (défaite 2-1). Lors de cette même saison 2013-2014 de Ligue 1, il met deux autres buts de l’extérieur de la surface adverse, à Valenciennes (victoire 1-2), puis à Gerland face au Paris SG (victoire 1-0).
Le 8 novembre 2015, lors du derby Lyon - Saint Etienne, sur un tacle bien trop appuyé (il écope d'un carton jaune), il blesse gravement le joueur stéphanois Robert Berić. Berić sera absent six mois pour rupture du ligament croisé du genou droit. L'OL s'impose 3-0 pour ce dernier derby de l'histoire à Gerland. Il inscrit un magnifique but le 9 janvier 2016, à l'occasion du premier match de Lyon dans son nouveau stade, lors d'une victoire 4-1 contre Troyes. Au cours de la saison, il alterne entre une place de titulaire et de remplaçant. La suivante est du même acabit, même s'il porte par instant le brassard de capitaine comme face à l'AZ Alkmaar en Ligue Europa.
Au cours de la saison 2017-2018, Jordan est le plus souvent remplaçant (trois titularisations en championnat entre la 1re et la 31e journée), la faute à Tanguy Ndombele et Houssem Aouar. A l'occasion d'une entrée en jeu à la 81e minute contre le Toulouse FC le 1er avril 2018 (victoire 2-0), Jordan Ferri dispute son deux-centième match professionnel sous le maillot de l'Olympique lyonnais.

#### Prêt à Nîmes (2018)
Le 23 novembre 2018, Jordan Ferri est prêté par l'Olympique lyonnais au Nîmes Olympique jusqu'à la fin de la saison.

#### Montpellier Hérault Sport Club (2019-2025)
Le 20 juin 2019, Jordan Ferri quitte définitivement l'Olympique lyonnais et s'engage pour quatre ans avec le Montpellier HSC pour un transfert a hauteur de 2 millions plus 1.2 de bonus éventuels.
Le 18 janvier 2022, Jordan Ferri prolonge au MHSC pour 3 saisons supplémentaires, désormais lié au club jusqu’en juin 2026.
Face à Nantes le 20 mai 2023, Jordan Ferri dispute son 300ème match en Ligue 1. Lors de cette rencontre, il inscrit son premier but sous les couleurs du MHSC, lors de sa quatrième saison au club.

#### Sampdoria de Gênes (depuis 2025)
Le 7 août 2025, Ferri quitte Montpellier et s’engage à la Sampdoria de Gênes,.

### En sélection nationale
Jordan Ferri obtient sa première sélection, sous les ordres de Willy Sagnol, le 28 mai 2013 avec l'équipe de France des moins de 20 ans face aux États-Unis en remplaçant Neeskens Kebano à la 56e minute de jeu (victoire 4-1). Il est sélectionné trois fois parmi les moins de 20 ans.
Le 13 août 2013, il dispute son premier match avec l'équipe de France espoirs face à l'Allemagne en remplaçant Nampalys Mendy à la 72e minute de jeu (match nul 0-0).

## Statistiques

### Parcours professionnel
| Saison                | Club                   | Championnat           | Championnat | Championnat | Championnat | Coupe nationale | Coupe nationale | Coupe nationale | Coupe de la Ligue | Coupe de la Ligue | Coupe de la Ligue | Supercoupe | Supercoupe | Supercoupe | Compétition(s) continentale(s) | Compétition(s) continentale(s) | Compétition(s) continentale(s) | Compétition(s) continentale(s) | Total | Total | Total |
| Saison                | Club                   | Division              | M.          | B.          | P.d.        | M.              | B.              | P.d.            | M.                | B.                | P.d.              | M.         | B.         | P.d.       | Comp.                          | M.                             | B.                             | P.d.                           | M.    | B.    | P.d.  |
| 2012-2013             | Olympique lyonnais     | Ligue 1               | 7           | 0           | 0           | -               | -               | -               | -                 | -                 | -                 | -          | -          | -          | C3                             | 3                              | 0                              | 0                              | 10    | 0     | 0     |
| 2013-2014             | Olympique lyonnais     | Ligue 1               | 29          | 3           | 0           | 1               | 0               | 0               | 1                 | 0                 | 0                 | -          | -          | -          | C1+C3                          | 1+10                           | 0+1                            | 0                              | 42    | 4     | 0     |
| 2014-2015             | Olympique lyonnais     | Ligue 1               | 35          | 1           | 6           | 2               | 0               | 0               | 1                 | 0                 | 0                 | -          | -          | -          | C3                             | 4                              | 1                              | 0                              | 42    | 2     | 6     |
| 2015-2016             | Olympique lyonnais     | Ligue 1               | 34          | 2           | 5           | 2               | 0               | 0               | 2                 | 0                 | 0                 | 1          | 0          | 0          | C1                             | 5                              | 1                              | 0                              | 44    | 3     | 5     |
| 2016-2017             | Olympique lyonnais     | Ligue 1               | 27          | 1           | 3           | 1               | 0               | 0               | 1                 | 0                 | 0                 | 1          | 0          | 0          | C1+C3                          | 3+2                            | 1+1                            | 0                              | 35    | 3     | 3     |
| 2017-2018             | Olympique lyonnais     | Ligue 1               | 24          | 0           | 1           | 3               | 0               | 0               | 1                 | 0                 | 1                 | -          | -          | -          | C3                             | 6                              | 0                              | 2                              | 34    | 0     | 4     |
| 2018-2019             | Olympique lyonnais     | Ligue 1               | 4           | 0           | 0           | -               | -               | -               | -                 | -                 | -                 | -          | -          | -          | C1                             | 1                              | 0                              | 0                              | 5     | 0     | 0     |
| Sous-total            | Sous-total             | Sous-total            | 161         | 7           | 15          | 9               | 0               | 0               | 6                 | 0                 | 1                 | 2          | 0          | 0          | -                              | 35                             | 5                              | 2                              | 213   | 12    | 18    |
| 2018-2019             | Nîmes Olympique (prêt) | Ligue 1               | 24          | 2           | 1           | 1               | 0               | 0               | -                 | -                 | -                 | -          | -          | -          | -                              | -                              | -                              | -                              | 25    | 2     | 1     |
| Sous-total            | Sous-total             | Sous-total            | 24          | 2           | 1           | 1               | 0               | 0               | -                 | -                 | -                 | -          | -          | -          | -                              | -                              | -                              | -                              | 25    | 2     | 1     |
| 2019-2020             | Montpellier HSC        | Ligue 1               | 16          | 0           | 0           | 3               | 0               | 0               | -                 | -                 | -                 | -          | -          | -          | -                              | -                              | -                              | -                              | 19    | 0     | 0     |
| 2020-2021             | Montpellier HSC        | Ligue 1               | 34          | 0           | 3           | 4               | 1               | 1               | -                 | -                 | -                 | -          | -          | -          | -                              | -                              | -                              | -                              | 38    | 1     | 4     |
| 2021-2022             | Montpellier HSC        | Ligue 1               | 34          | 0           | 2           | 2               | 0               | 1               | -                 | -                 | -                 | -          | -          | -          | -                              | -                              | -                              | -                              | 36    | 0     | 3     |
| 2022-2023             | Montpellier HSC        | Ligue 1               | 34          | 1           | 2           | 1               | 0               | 1               | -                 | -                 | -                 | -          | -          | -          | -                              | -                              | -                              | -                              | 35    | 1     | 3     |
| 2023-2024             | Montpellier HSC        | Ligue 1               | 30          | 1           | 1           | 3               | 0               | 1               | -                 | -                 | -                 | -          | -          | -          | -                              | -                              | -                              | -                              | 33    | 1     | 2     |
| 2024-2025             | Montpellier HSC        | Ligue 1               | 25          | 0           | 2           | 1               | 0               | 0               | -                 | -                 | -                 | -          | -          | -          | -                              | -                              | -                              | -                              | 26    | 0     | 2     |
| Sous-total            | Sous-total             | Sous-total            | 173         | 2           | 10          | 14              | 1               | 4               | -                 | -                 | -                 | -          | -          | -          | -                              | -                              | -                              | -                              | 187   | 3     | 14    |
| Total sur la carrière | Total sur la carrière  | Total sur la carrière | 358         | 11          | 26          | 24              | 1               | 4               | 6                 | 0                 | 1                 | 2          | 0          | 0          | -                              | 35                             | 5                              | 2                              | 425   | 17    | 33    |

## Palmarès

### En club
Olympique lyonnais
- Ligue 1
  - Vice-champion : 2015 et 2016

- Trophée des champions
  - Vainqueur : 2012
  - Finaliste : 2015 et 2016

### Distinctions personnelles
- Sous les couleurs du Nîmes Olympique, il est élu Homme du match lors de la 23ejournée de Ligue 1 face à Montpellier en 2018-2019.